# Comisión de Energía del Senado de México
La Comisión de Energía del Senado de México es una Comisión creada por el Senado de México para encargarse a todos los asuntos pertinentes a la Energía de la Nación, legislar sobre Energía e investigar sobre los asuntos concernientes a la Secretaria de Energía, Comisión Federal de Electricidad, Luz y Fuerza del Centro y Petroleos Mexicanos. Es una de las comisiones más importantes sobre todo por al disputa que surge en los debates de la propiedad estatale del Petróleo y la Electricidad. La preside el senador del PRI, Francisco Labastida Ochoa.

## Miembros
Los actuales miembros de la LX Legislatura del Congreso de la Unión son:
- Presidente
  - Francisco Labastida Ochoa (PRI)
- Secretarios
  - Rubén Camarillo Ortega (PAN)
  - Graco Ramírez (PRD)
- Integrantes
  - Gustavo Madero (PAN)
  - Juan Bueno Torio (PAN)
  - Fernando Elizondo Barragán (PAN)
  - Augusto César Leal Angulo (PAN)
  - Jorge Ocejo Moreno (PAN)
  - Carlos Lozano de la Torre (PRI)
  - Raúl Mejía González (PRI)
  - Rogelio Rueda Sánchez (PRI)
  - Pablo Gómez Álvarez (PRD)
  - Arturo Núñez Jiménez (PRD)
  - Arturo Escobar y Vega (PVEM)
  - Dante Delgado (Convergencia)